# Halalhippie
Halalhippie (sammensat af ordene "halal" og "hippie") er en betegnelse for en person så ekstremt tolerant over for indvandrere, at vedkommende er ukritisk om alt fra dem; også direkte angreb på og undergraven af demokratiske principper. Begrebet bliver ofte brugt som synonym for at være "politisk korrekt".
Ordet er efter al sandsynlighed dannet af journalisten Jonas Beha Erichsen i forbindelse med en radioudsendelse den 9. februar 2000 hvor Peter Skaarup og Naser Khader var gæster.
Den Danske Ordbog angiver dog uden kilde at det er "kendt fra 1999"..
Begrebet blev videre kendt efter at Khader benyttede det i avisartikler fra år 2000, og senere i hans bog khader.dk, ligeledes fra år 2000.
Som eksempler for ordets brug refererer Den Danske Ordbog til Khaders artikel Halalhippiernes dagsorden fra den 12. december 2000.
I Norge har journalist og menneskeretsforkæmper Hege Storhaug, samt kommentator og stand-up-komiker Shabana Rehman ligeledes brugt det i hhv. NRK og Dagbladet. Begrebet er også brugt i Sverige.